# Língua Nuu-chah-nulth
A língua nuchanul (em nuchanul: nuučaan̓uɫ, AFI: [nuːt͡ʃaːnˀuɬ]), ou, na forma mais fiel à escrita em inglês, nuu-chah-nulth, é uma língua uacaxã (wakashan no inglês) falada hoje em dia no Noroeste Pacífico, região norte do continente americano, na costa oeste da Ilha Vancouver, de Barkley Sound até Quatsino Sound, na Colúmbia Britânica, pelos povos nuchanul. A língua nuchanul é uma língua sul-uacaxã (ou nootka por ter se originado na Ilha Nootka) com parentesco às línguas ditidaht e makah. A língua se encontra atualmente em severo risco de extinção segundo o Livro Vermelho das Línguas Ameaçadas, pois conta com 635 falantes, dos quais 110 são falantes nativos.
Nuchanul foi a primeira língua dos povos indígenas da costa do Noroeste Pacífico a ter documentos com suas características escritas. Em 1780, colonizadores e comerciantes europeus, incluindo George Vancouver e Juan Francisco Quadra, invadiram Nootka Sound e outras aldeias dos povos nuchanul, fazendo relatórios de suas viagens. De 1803 a 1805, John R. Jewitt, um ferreiro inglês, foi mantido em cativeiro pelo chefe nuchanul Maquinna em Nootka Sound. Ele aprendeu a língua nuchanul e, em 1815, publicou um memorando com um curto glossário de certos termos na língua.

## Etimologia
O nome de longa data "Nootka" ("passar em volta") foi dado pela primeira vez aos habitantes da costa pelo explorador James Cook . Ele aparentemente se perdeu no nevoeiro quando algum nuchanul gritou: “nook-sitl!" (“Você tem que dirigir em volta da ilha!”). Mas Cook e seus homens acreditaram que esse seria o nome da ilha. Logo o termo "Nootka" passou a se referir a todos os falantes da língua uacaxã e incluía as tribos Nuchanul, Ditidaht e Makah . Os próprios nuchanul não viram a necessidade de adotar um nome abrangente até o século XX. O termo escolhido foi "Nuchanul" ("tudo ao redor das montanhas e do mar"), pois expressa melhor a relação de cada uma das Primeiras Nações nuchanul com o mar e a terra que ocupam.

## História
O primeiro contato europeu com a língua nuchanul foi com James Cook, no episódio em que erroneamente assimilou o termo "Nootka" aos povos que habitavam a região. No entanto o maior contato com a língua se deu no cativeiro de John R. Jewitt e seu relato sobre a experiência em seu livro.
No entanto com a diminuição da população desse povo, atualmente com apenas 7680 (FPCC 2014) indivíduos que se reconhecem como parte da cultura nuchanul, e o aumento no uso do inglês como língua principal, a língua nuchanul se viu reservada apenas ao uso cerimonial, que também tem visto uma queda, com os únicos falantes fluntes possuindo mais de 30 anos.

## Fonologia

### Consoantes
Nuchanul tem 35 consoantes:
|                   |                   | Bilabial | Alveolar | Alveolar | Alveolar    | Lateral | Velar | Velar       | Uvular | Uvular | Faringeal | Glotal |
| modal             | africada          | Bilabial | palatal  | modal    | labializada | Lateral | modal | labializada |        |        | Faringeal | Glotal |
| ----------------- | ----------------- | -------- | -------- | -------- | ----------- | ------- | ----- | ----------- | ------ | ------ | --------- | ------ |
| Plosivas          | vozeada           | (b)      | (d)      |          |             |         |       |             |        |        |           | ʔ      |
| Plosivas          | desvozeada        | p        | t        | c        | č           | ƛ       | k     | kʷ          | q      | qʷ     |           |        |
| Plosivas          | ejetiva           | p̓        | t̓        | c̓        | č̓           | ƛ̓       | kʼ    | k̓ʷ          | (q̓)    | (q̓ʷ)   |           |        |
| Fricativas        | Fricativas        |          |          | s        | š           | ł       | x     | xʷ          | x̣      | x̣ʷ     | ḥ         | h      |
| Nasal             | Nasal             | m        | n        |          | y           | (l)     | ŋ     | w           |        |        | ʕ         |        |
| Nasal Glotalizada | Nasal Glotalizada | m̓        | n̓        |          | y̓           | (l̓)     |       | w̓           |        |        |           |        |

### Vogais
As vogais na língua nuchanul são influenciadas pelas consoantes que as circundam, com algumas consoantes frontais influenciando a língua a ter menos vogais alofônicas posteriores.
|         | Frontal | Frontal | Central | Central | Posterior | Posterior |
| longa   | curta   | longa   | curta   | longa   | curta     |           |
| ------- | ------- | ------- | ------- | ------- | --------- | --------- |
| Fechada | iː      | i       |         |         | uː        | u         |
| Média   | eː      | e       |         |         |           |           |
| Aberta  |         |         | aː      | a       |           |           |

1. ↑  Todas os fonemas que aparecem entre parênteses são usados raramente ou para palavras estrangeiras
2. ↑   A plosiva glotal "ʔ" também pode ser ocasionalmente representada com o uso do algarismo "7".

Próximas às ressonantes glotalizadas, assim como às ejetivas e faringeais, vogais podem ser laringealizadas.
Em geral, o peso fonético das sílabas em nuchanul determina aonde a tonicidade se encontra. Vogais curtas seguidas por consoantes que não são glotalizadas e vogais longas são pesadas. Quando não há sílabas pesadas ou são todas pesadas, a sílaba tônica é sempre a primeira.
Nuchanul tem vogais fonêmicas curtas e longas. Tradicionalmente, se reconhece uma terceira classe de vogais. Tais vogais são longas quando ficam nas duas primeiras sílabas de uma palavra. Em quaisquer outros locais, são curtas.

## Ortografia
| a | aa | c | c̓ | č | č̓ | e | ee | h | ḥ | i | ii | k | kʷ | k̓ | k̓ʷ | ł | ƛ | ƛ̓ | m | m̓ | n | n̓ | o | oo | p | p̓ | q | qʷ | s | š | t | t̓ | u | uu | w | w̓ | x | xʷ | x̣ | x̣ʷ | y | y̓ | ʔ | ʕ |

Todas as vogais duplicadas (como aa) podem também ser representadas com o uso de "ː" (como aː).

## Gramática[14]
Podem ser usadas abreviações para os principais grupos de dialetos: B (Barkley Sound, dialetos:Huuayaht, Hupacasath, Tseshaht, Uchucklesaht, Toquaht, Ucluelet), Q (Kyuquot Sound, dialetos: Ḵa:’yu:’k’t’h’-Che:ḵ’tles7et’h’ ), N (Região Norte, dialetos: Mowachaht-Muchalaht, Nuchatlaht, Ehattesaht-Chinehkint) e C (Região Central, dialetos: Tlaoquiaht, Ahousaht, Hesquiaht)
Nuchanul é uma língua polissintética, com suas frases ordenadas seguindo o padrão Predicado-Sujeito-Objeto.
As orações em nuchanul são constituídas de pelo menos um predicado. Os afixos são usados nessas orações em conjunto do predicado para dar sentido a frase por meio das características de aspecto e tempo. O modo é utilizado para indicar o propósito, fonte e veracidade do conteúdo da frase. 

### Predicado

#### Aspecto
O aspecto em nuchanul é usado para definir a extensão de uma ação em um intervalo de tempo e sua relação com outros eventos. Podem ser considerados 7 aspectos: 
| Nome Prático | Nome Técnico | Afixo                | Significado                        |
| ------------ | ------------ | -------------------- | ---------------------------------- |
| Completos    | Momentâneo   | –(C)iƛ, –uƛ          | Faça uma vez                       |
| Completos    | Inicial      | –°ačiƛ, –iičiƛ       | Comece a fazer                     |
| Contínuos    | Duradouro    | –(ʔ)ak, –(ʔ)uk, –ḥiˑ | Evento estático                    |
| Contínuos    | Continuativo | –(y)aˑ               | Evento dinâmico                    |
| Em Andamento | Gradativo    | LS                   | No meio do processo                |
| Repetitivos  | Repetitivo   | RL–(ƛ)–, L–(y)a      | Repetido em intervalos regulares   |
| Ocasionais   | iterativo    | R–š, –ł, –ḥ          | Repetido em intervalos irregulares |

- Em que cada (–) representa o radical da palavra.
- Algumas análises separam os aspectos momentâneo e inicial, mas para a maioria dos propósitos, pode-se presumir que eles sejam um único aspecto, ou seja, completo. Da mesma forma, algumas separam o duradouro e o continuativo, mas ambos são tratados aqui como contínuos.
- A letra "C" é usada para representar uma consoante qualquer.
- As Letras L, S e R são utilizadas para representar alterações que alguns afixos fazem no radical em que são usados. Sendo L para "lengthening", S para "shortening" e R para "Reduplication", respectivamente do Inglês, Alongada, Encurtada e Duplicada.

#### Tempo
Os tempos do passado e do futuro são expressados por suas terminações. As do futuro são: –w̓itas̓ *, –w̓its̓* e =ʔaqƛ*, =ʔaːqƛ*, mas possuem sentidos diferentes. Enquanto o =ʔaqƛ* se refere a um evento futuro,  –w̓itas̓ * apresenta uma intenção ou expectativa de que algo irá acontecer.
Uma forma especial de futuro aparece em ʔam̓iiƛik* (amanhã) e tuupšiik* (uma tarde futura).
O clítico do tempo pretérito =mit se apresenta em diversas formas, dependendo do seu radical, de outras terminações que o antecedem e/ou o procedem e no dialeto em questão. Temos a seguir algumas formas do Pretérito em alguns dialetos: Central 1 (C1, característico de Ahousaht), o Central 2 (C2, característico de Tlaoquiaht e Hesquiaht), Mowachaht Muchalaht (MM), Ehattesaht-Nuchatlaht (EN), Kyuquot (Q) e o Barkley (B).
| Após                    | Barkley | C1     | C2   | MM     | EN               | Q    |
| ----------------------- | ------- | ------ | ---- | ------ | ---------------- | ---- |
| Radical com CV          | =mit    | =mit   | =mit | =mi(t) | =mi(t)           | =nit |
| Vogal longa, "m" ou "n" | =mit    | =mit   | =mit | =mi(t) | =mi(t)           | =nt  |
| Vogal curta             | =imt    | =mit   | =mit | =mi(t) | =mi(t) ou =um(t) | =int |
| Outras Consoantes       | =it     | =it    | =mit | =mi(t) | =in(t)           | =int |
| =!ap                    | =!amit  | =!amit | =mit | =mi(t) | =in(t)           | =int |
| =!at                    | =!aːnit | =!anit | =mit | =mi(t) | =in(t)           | =int |

- EN e Q se diferenciam dos demias por apresentarem /n/ em algumas de suas formas.
- MM e EN acabam por não utilizar o /t/ a depender de algumas terminações de modo.

### Modo
Os modos podem ser divididos em dois principais: os que marcam a oração principal (OP) de uma sentença e aqueles que marcam orações subordinadas (OS).
| Modo          | Forma    | Significado                                                  |
| ------------- | -------- | ------------------------------------------------------------ |
| Neutro        | =∅       | O falante não faz nenhuma afirmação                          |
| Verdadeiro    | =maˑ*    | A sentença é verdadeira                                      |
| Forte         | =ʔiˑš*   | A sentença é verdadeira                                      |
| Rumor         | =waˑʔiš* | A sentença é baseada em informações reportadas por terceiros |
| Interrogativo | =ḥaˑ*    | A sentença é uma pergunta                                    |
| Imperativo    | =!iˑ     | A sentença é um comando/                                     |

| Modo            | Forma     | Significado                                                             |
| --------------- | --------- | ----------------------------------------------------------------------- |
| Fraco           | =(y)iː*   | O falante não faz nenhuma afirmação                                     |
| Definida        | =ʔiˑtq*   | O sujeito ou objeto da oração é um específico                           |
| Artigo          | =ʔiˑ      | O sujeito ou objeto da oração é um específico                           |
| Artigo de Rumor | =čaˑ      | Informações do sujeito ou objeto da oração são reportadas por terceiros |
| Integrante      | =qaˑ*     | A informação nela explica a da OP                                       |
| Plausível       | =quː*     | A informação nela pode ser ou é verdadeira                              |
| Desconhecida    | =(w)uːsi* | A informção é desconhecida                                              |

### Pronomes
Pronomes são elementos que tomam o lugar ou se referem aos participantes de uma oração.
| Pessoas   | Radical | Objeto  | Sujeito | Possessivo | Curto |
| --------- | ------- | ------- | ------- | ---------- | ----- |
| Eu        | si–     | siičił  | siy̓aaq  | siy̓aas     | siy̓a  |
| Você      | sut–    | suutił  | suw̓aaq  | suw̓aas     | suw̓a  |
| Nós (N,Q) | nuḥ–    | nuuḥił* | nuuw̓aaq | nuuw̓aas    | nuuw̓a |
| Nós (B,C) | niḥ–    | niiḥił* | siiw̓aaq | niiw̓aas    | niiw̓a |
| Vós       | siḥ–    | siiḥił  | siiw̓aaq | siiw̓aas    | siiw̓a |

- Q não usa pronomes curtos, enquanto os outros (N, B e C) podem os usar como objetos ou como pronomes.
- Um exemplo dos pronomes curtos sendo usados como pronomes é "siy̓a", que significa "quanto a mim".

#### Pronomes Demonstrativos
Os pronomes demonstrativos em nuchanul são utilizados para 4 distâncias, da menor para a maior: aqui (este) < ao seu lado (esse) < ali(aquele) < ao longe.
Os seus usos são muito semelhantes aos da Língua Portuguesa, no entanto se limitam a apenas apresentar a distância do falante ou do interlocutor ao objeto ou a tópicos da conversa, não apresentando nenhum uso para tempo.
| Pronome         | Barkley | Barkley | Central e Norte | Central e Norte | Q         | Q     |
| Pronome         | Longo   | Curto   | Longo           | Curto           | Longo     | Curto |
| --------------- | ------- | ------- | --------------- | --------------- | --------- | ----- |
| Este            | ʔaḥkuu  | ʔaḥ     | ʔaḥkuu          | ʔaḥ             | ʔaḥkuu    | ʔaḥ   |
| Este (Dinâmico) | -       | -       | ḥiy̓aḥi          | ḥiy̓a            | ḥiy̓aḥ(a)* | -     |
| Este (Dinâmico) | -       | -       | ḥiy̓aḥi          | ḥiy̓a            | ḥay̓aḥ(a)* | -     |
| Esse            | ʔaḥn̓ii  | -       | ʔaḥn̓ii          | -               | ʔaḥn̓ii    | -     |
| Esse (Tópico)   | ʔaḥʔaa  | -       | ʔaḥʔaa          | -               | ʔaḥʔaa    | -     |
| Aquele          | yaał    | yaa     | ḥaay̓aḥi* C, MM  | ḥaa             | ḥaaʔaḥ(a) | -     |
| Aquele          | yaał    | yaa     | ḥaaʔaḥi* EN     | ḥaa             | ḥaaʔaḥ(a) | -     |
| Aquele (Longe)  | yeeł    | yee     | ḥuuy̓aḥi* C, MM  | ḥuu             | ḥuuʔaḥ(a) | -     |
| Aquele (Longe)  | yeeł    | yee     | ḥuuʔaḥi* EN     | ḥuu             | ḥuuʔaḥ(a) | -     |

- ḥiy̓aḥi* indica algo que acaba de aparecer ou um tópico que acabou de entrar na conversa.
- ʔaḥʔaa se refere a algo que acaba de ser mencionado. As formas  ʔaḥʔaaʔaƛ*, ʔaḥʔaaƛ* representam "e", "ou", "e então" e "além disso".

#### Pronomes Indefinidos
Os pronomes indefinidos podem ser separados em dois: os quantitativos (que estão relacionados a quantidades) e os interrogativos/afirmativos.
| Pronomes     | Radical | Uso no Predicado | Uso para Entidades | Uso para Tempo           |
| ------------ | ------- | ---------------- | ------------------ | ------------------------ |
| Todo(s)/Tudo | hiš‑    | hišuk            | hišuk              | taakšiƛ                  |
| Vários       | ʔaya    | ʔaya             | ʔaya               | ʔayap̓it*, ʔayap̓t*        |
| Algum(ns)    | ʔuuš    | ʔuuš             | ʔuušḥ              | ʔuušyuuya*, ʔuušyuuy(a)* |
| Nenhum       | wik     | wik̓iit           | wikstup            | wiiy̓a                    |

- Os pronomes indefinidos "algum lugar" e "nenhum lugar" são expressos com, respectivamente, –saːcu, –saːc(a).

| Pronomes              | Interrogativos     | Interrogativos     | Interrogativos | Afirmativos    | Afirmativos |
| --------------------- | ------------------ | ------------------ | -------------- | -------------- | ----------- |
| Quem                  | ʔač–               | B, C: ʔačaq        | N, Q: ʔačaaq   | yaq            | yaqʷ–       |
| O Que                 | ʔaq–               | B, C: ʔaqaq        | N, Q: ʔaqaaq   | qʷiq           | qʷi–        |
| Como                  | ʔaaqin             | ʔaaqin             | ʔaaqin         | qʷaa           | qʷaa        |
| O Que (ação)          | B, C, N: ʔaaqinʔap | B, C, N: ʔaaqinʔap | Q: ʔaaqinp     | qʷaaʔap        | qʷaaʔap     |
| O Que (acontecimento) | ʔaqis              | ʔaqis              | ʔaqis          | qʷis           | qʷis        |
| Por Que               | ʔaqisḥ             | ʔaqisḥ             | ʔaaqinqḥ       | qʷaa           | qʷaaqḥin    |
| Onde                  | waas–              | B, C, N: waasi     | Q: waasa       | hił            | hił         |
| Quando                | B, C, N: waasqʷii  | B, C, N: waasqʷii  | Q: waasaqʷii   | B, C, N: qʷiyu | Q: qʷiya    |
| Qual                  | waayaq             | waayaq             | waayaq         | waayaq         | waayaq      |
| Quanto                | ʔuna               | ʔuna               | ʔuna           | qum̓aa          | qum̓aa       |